# افرای‌ترین
افرای‌ترین (نام علمی: Acer traini) نام یک گونه از سرده افرا است.